# Mitricephala javanica
Mitricephala javanica är en insektsart som beskrevs av Kevan, D.K.M. 1963. Mitricephala javanica ingår i släktet Mitricephala och familjen Pyrgomorphidae. Inga underarter finns listade i Catalogue of Life.